# Morris-Commercial CDSW

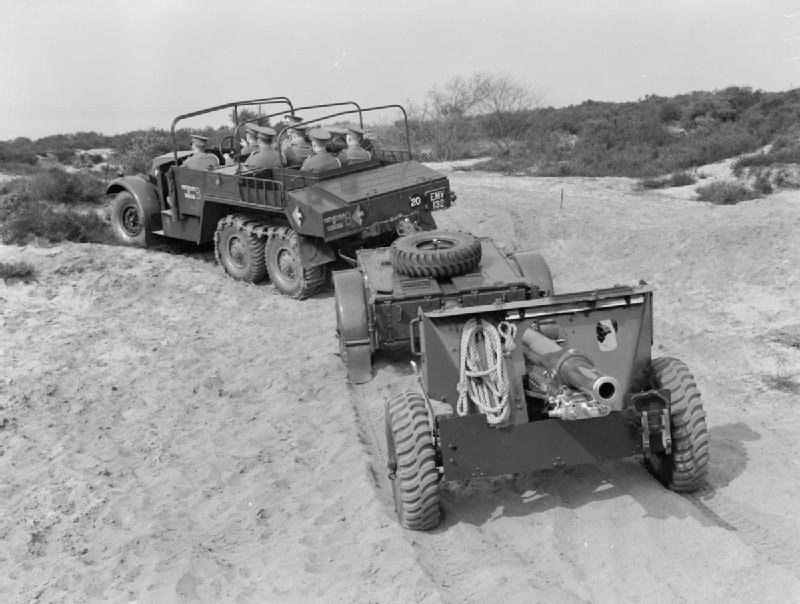
Morris-Commercial CDSW, met munitiewagen en 18-ponder kanon (1938)

De Morris-Commercial CDSW is een Britse artillerietrekker die in de jaren dertig door het Britse leger in gebruik werd genomen om veldgeschut te verplaatsen. Het voertuig kwam uit de fabrieken van Morris Commercial Cars.

## Beschrijving
De CDSW had zes wielen waarvan alleen de achterste vier werden aangedreven, 6x4. De benzinemotor telde zes cilinders en was voorzien van zijkleppen. De cilinderinhoud was 3485 cc en de motor leverde een vermogen van 60 pk bij 2800 toeren per minuut. De versnellingsbak telde vijf versnellingen voor- en één achteruit. De benzinetank had een inhoud van circa 100 liter.
Het voertuig werd voornamelijk gebruikt voor het trekken van een 18-ponder kanon of een 4,5 inch houwitser. Later werden deze wapens vervangen door een 25-ponder die ook door de Morris werd getrokken.
In 1939 kwam er een moderne versie bij het leger. Deze had een verbeterde bestuurderscabine en werd gebruikt voor het trekken van het Bofors-40mm-kanon. Er kwam ook een bergingsvoertuig variant en deze was voorzien van een kraan. Alle voertuigen waren voorzien van een lier met een trekkracht van 4 ton. De Morris-Commercial Quad, een artillerietrekker met 4x4 aandrijving, nam de rol van trekker over met betrekking tot de 25-ponder.
De afkorting CDSW staat voor: C, aanduiding van het model, geïntroduceerd in 1933, D voor dubbele achteras, S, 6-cilinder motor en ten slotte W voor (en)  Winch ofwel lier.

## Gebruik
Veel voertuigen van het type Morris CDSW werden in 1939-1940 naar Frankrijk gestuurd met het British Expeditionary Force (BEF). Bij de evacuatie van het BEF in mei 1940 zijn veel exemplaren achtergebleven. Ze zijn verder nog ingezet in Noord-Afrika door het 1e en 8e Britse leger en ten slotte nog in Noordwest-Europa.